# Diskografija Adele
Diskografija Adele, engleske kantautorice, sastoji se od tri studijska albuma, dva EP-a i jednog koncertnog albuma. Prodala je više od 100 milijuna primjeraka svojih albuma i singlova.

## Albumi

### Studijski albumi
| Godina | Naziv                                                                                 | Pozicije na ljestvicama | Pozicije na ljestvicama | Pozicije na ljestvicama | Pozicije na ljestvicama | Pozicije na ljestvicama | Pozicije na ljestvicama | Pozicije na ljestvicama | Pozicije na ljestvicama | Pozicije na ljestvicama | Pozicije na ljestvicama | Certifikacije | Prodaja                                                                                    |
| Godina | Naziv                                                                                 | UK                      | AUS                     | KAN                     | NJE                     | IR                      | NIZ                     | NZ                      | NOR                     | ŠVI                     | SAD                     | Certifikacije | Prodaja                                                                                    |
| ------ | ------------------------------------------------------------------------------------- | ----------------------- | ----------------------- | ----------------------- | ----------------------- | ----------------------- | ----------------------- | ----------------------- | ----------------------- | ----------------------- | ----------------------- | --- | ------------------------------------------------------------------------------------------ |
| 2008.  | 19 - Objavljen: 28. siječnja 2008. - Izdavač: XL - Format: CD, digitalni download, LP | 1                       | 3                       | 4                       | 15                      | 2                       | 1                       | 3                       | 7                       | 15                      | 4                       | UK: 7× platinasta AUS: 2× platinasta KAN: 3× platinasta NJE: platinasta NIZ: 5× platinasta NZ: platinasta SAD: 2× platinasta                                                          | UK: 2.200.000 SAD: 2.700.000 Svijet: 7.000.000                                             |
| 2011.  | 21 - Objavljen: 19. siječnja 2011. - Izdavač: XL - Format: CD, digital download, LP   | 1                       | 1                       | 1                       | 1                       | 1                       | 1                       | 1                       | 1                       | 1                       | 1                       | UK: 16× platinasta AUS: 14× platinasta KAN: dijamantna NJE: 8× platinasta IR: 18× platinasta NIZ: 9× platinasta NZ: 12× platinasta NOR: platinasta ŠVI: 2× platinasta SAD: dijamantna | UK: 4.800.000 AUS: 1.030.000 KAN: 1.489.000 IR: 270.000 SAD: 11.370.000 Svijet: 31.000.000 |
| 2015.  | 25 - Objavljen: 20. studenog 2015. - Izdavač: XL - Format: CD, digital download, LP   | 1                       | 1                       | 1                       | 1                       | 1                       | 1                       | 1                       | 1                       | 1                       | 1                       | UK: 8x platinasta AUS: 8x platinasta NJE: 5x platinasta NZ: 7x platinasta SAD: 8x platinasta                                                                                          | UK: 2.650.000 KAN: 860.000 FRA: 785.300 SAD: 8.030.000 Svijet: +19.000.000                 |

### EP–ovi
| Godina | Naziv                                                                                                 | Pozicije na ljestvicama | Pozicije na ljestvicama | Pozicije na ljestvicama |
| Godina | Naziv                                                                                                 | UK                      | IR                      | SAD                     |
| ------ | --- | ----------------------- | ----------------------- | ----------------------- |
| 2009.  | Live from SoHo - Objavljen: 3. veljače 2009. - Izdavač: XL - Format: Digitalni download               | -                       | 105                     | -                       |
| 2011.  | iTunes Festival: London 2011 - Objavljen: 13. srpnja 2011. - Izdavač: XL - Format: Digitalni download | 74                      | 50                      | 45                      |

### Videoalbumi
| Godina | Naziv                                                                                         | Pozicije na ljestvicama | Pozicije na ljestvicama | Pozicije na ljestvicama | Pozicije na ljestvicama | Pozicije na ljestvicama | Pozicije na ljestvicama | Pozicije na ljestvicama | Certifikacije                                                                           |
| Godina | Naziv                                                                                         | UK                      | ŠPA                     | FRA                     | NJE                     | ME                      | NIZ                     | SAD                     | Certifikacije                                                                           |
| ------ | --------------------------------------------------------------------------------------------- | ----------------------- | ----------------------- | ----------------------- | ----------------------- | ----------------------- | ----------------------- | ----------------------- | --------------------------------------------------------------------------------------- |
| 2011.  | Live at the Royal Albert Hall - Objavljen: 28. studenog 2011. - Izdavač: XL - Format: DVD, BD | 2                       | 14                      | 1                       | 5                       | 3                       | 1                       | 1                       | UK: 3× platinasta AUS: 7× platinasta KAN: dijamantna NJE: 3× platinasta SAD: dijamantna |

## Singlovi
| "Hometown Glory"                                       | 2007 | 19 | —  | —  | 51  | —  | 78 | 86 | — | — | —  | - UK: Srebrena | 19  |
| "Chasing Pavements"                                    | 2008 | 2  | —  | 28 | —   | 46 | 7  | 3  | — | — | 21 | - UK: Zlatna - KAN: Zlatna - US: Zlatna                                                                                                   | 19  |
| "Cold Shoulder"                                        | 2008 | 18 | —  | —  | —   | —  | —  | 68 | — | — | —  | | 19  |
| "Make You Feel My Love"                                | 2008 | 4  | —  | —  | —   | —  | 5  | 1  | — | — | —  | - UK: Platinasta - US: Zlatna | 19  |
| "Rolling in the Deep"                                  | 2010 | 2  | 3  | 1  | 3   | 1  | 2  | 1  | 3 | 1 | 1  | - UK: Platinasta - AUS: 7× Platinasta - NJE: Platinasta - SWI: 3× Platinasta - KAN: 9× Platinasta - US: 8× Platinasta - NZ: 2× Platinasta | 21  |
| "Someone like You"                                     | 2011 | 1  | 1  | 2  | 1   | 4  | 1  | 2  | 1 | 1 | 1  | - UK: 2× Platinasta - AUS: 7× Platinasta - GER: Platinasta - KAN: 7× Platinasta - US: 5× Platinasta - NZ: 3× Platinasta                   | 21  |
| "Set Fire to the Rain"                                 | 2011 | 11 | 11 | 2  | 9   | 6  | 6  | 1  | 8 | 4 | 1  | - UK: Platinasta - AUS: 3× Platinasta - NJE: Platinasta - SWI: Platinasta - KAN: 5× Platinasta - US: 4× Platinasta - NZ: Platinasta       | 21  |
| "Rumour Has It"                                        | 2011 | 85 | 60 | 16 | 172 | 68 | 71 | 52 | — | — | 16 | - AUS: Zlatna - KAN: 2× Platinasta - US: 2× Platinasta                                                                                    | 21  |
| "Turning Tables"                                       | 2011 | 62 | 34 | 60 | —   | 85 | —  | 45 | — | — | 63 | - AUS: Zlatna - KAN: Zlatna - US: Zlatna                                                                                                  | 21  |
| "Skyfall"                                              | 2012 | 2  | 5  | 3  | 1   | 1  | 1  | 1  | 2 | 1 | 8  | - UK: Platinasta - AUS: Zlatna - NJE: Platinasta - KAN: 4× Platinasta - US: Platinasta - NZ: Zlatna                                       | N/A |
| "Hello"                                                | 2015 | 1  | 1  | 1  | 1   | 1  | 1  | 1  | 1 | 1 | 1  | - UK: Platiasta - AUS: 4× Platinasta - US: 4× Platinasta - NZ: 2× Platinasta                                                              | 25  |
| "When We Were Young"                                   | 2015 | 29 | 13 | 9  | 15  | 29 | 46 | 68 | — | 5 | 22 | | 25  |
| "—" označava singl koji se nije plasirao na ljestvice. |      |    |    |    |     |    |    |    |   |   |    | |     |

### Kao pomoćni izvođač
| "Many Shades of Black" (The Raconteurs featuring Adele)   | 2008 | —   | Consolers of the Lonely |
| "Water and a Flame" (Daniel Merriweather featuring Adele) | 2009 | 180 | Love & War              |
| "—" označava singl koji se nije placirao na ljestvicama.  |      |     |                         |

## Video spotovi
| Naziv                                     | Godina | Redatelj      | Izvor  |
| ----------------------------------------- | ------ | ------------- | ------ |
| "Chasing Pavements"                       | 2008.  | Mathew Cullen | [ 61 ] |
| "Cold Shoulder"                           | 2008.  | Phil Griffin  | [ 62 ] |
| "Hometown Glory" (uživo)                  | 2008.  | Paul Dugdale  | [ 63 ] |
| "Make You Feel My Love"                   | 2008.  | Mat Kirkby    | [ 64 ] |
| "Hometown Glory"                          | 2009.  | Rocky Schenk  | [ 65 ] |
| "Rolling in the Deep" (snimke iz studija) | 2010.  | Cherise Payne | [ 66 ] |
| "Rolling in the Deep"                     | 2010.  | Sam Brown     | [ 67 ] |
| "Someone Like You"                        | 2011.  | Jake Nava     | [ 68 ] |
| "Skyfall" (tekstualni video)              | 2012.  | Nick Chappell | [ 69 ] |
| "Hello"                                   | 2015.  | Xavier Dolan  | [ 70 ] |